# L'Ajuntaera
L'Ajuntaera pa la Plática, l'Esturrie y l'Escarculle e la llengua murciana (lit. ‘L'Associació per la parla, la investigació i la difusió de la llengua murciana’), més coneguda com L'Ajuntaera, és una organització que estudia i difon el patrimoni lingüístic murcià amb activitats, algunes de les quals duu a terme en instituts.
El 2001, L'Ajuntaera va presentar davant l'Assemblea Regional de Múrcia una petició per a incloure la protecció del murcià en l'Estatut, així com per declarar-lo Bé d'Interès Cultural, iniciativa que no va reeixir. Ho ha sol·licitat posteriorment en altres ocasions, com el 2013 de la mà del seu president Francisco Fernández Egea, i el 2016 amb Juan José Navarro Avilés. La petició a voltes ha anat acompanyada del reconeixement tant del murcià com del valencià.
El 2017, l'associació va demanar a la Reial Acadèmia Espanyola de la Llengua d'incloure una llista de 10 mots murcians en el seu diccionari.
L'entitat organitza periòdicament diferents activitats com la Setmana de la llengua murciana, la Mostra de teatre costumista i homenatges a autors en murcià. En concret, durant la Setmana de la llengua murciana lliura les distincions personals de «Breva Macoca», «Presonaje Delustre» i «Presonaje d'Honra», així com hi té lloc un certamen literari en murcià.